# OGLE-TR-10b
OGLE-TR-10b là một hành tinh ngoài hệ Mặt Trời quay quanh ngôi sao OGLE-TR-10.
Hành tinh này lần đầu tiên được khảo sát Thí nghiệm thấu kính hấp dẫn quang học (OGLE) phát hiện năm 2002. Ngôi sao OGLE-TR-10 được nhìn thấy mờ đi rất ít sau mỗi chu kỳ 3 ngày. Đường cong ánh sáng quá cảnh tương tự như HD 209458 b, hành tinh ngoài hệ Mặt Trời đầu tiên. Tuy nhiên, khối lượng của thiên thể phải được đo bằng phương pháp vận tốc xuyên tâm, do các thiên thể khác như sao lùn đỏ và sao lùn nâu cũng có thể giả lập quá cảnh hành tinh. Cuối năm 2004, nó được xác nhận là hành tinh thứ năm được OGLE phát hiện.
Hành tinh này là một "Sao Mộc nóng" điển hình, một hành tinh có khối lượng cỡ một nửa khối lượng của Sao Mộc và khoảng cách quỹ đạo chỉ bằng 1/24 so với quỹ đạo Trái Đất quanh Mặt Trời. Một vòng quay xung quanh ngôi sao mất hơn ba ngày để hoàn thành. Hành tinh này lớn hơn một chút so với Sao Mộc, có lẽ là do sức nóng từ ngôi sao.
OGLE-TR-10 được xác định là một ứng viên đầy triển vọng của nhóm OGLE trong chiến dịch năm 2001 của họ trong ba lĩnh vực hướng tới Trung tâm Thiên hà. Bản chất hành tinh có thể có của đồng hành của nó dựa trên theo dõi quang phổ. Bán biên độ vận tốc xuyên tâm dự kiến (từ Keck-I/HIRES) là 100 ± 43  m/s và khối lượng hành tinh giả định là 0,7 ± 0,3 MJup đã được xác nhận vào năm 2004 với các vận tốc xuyên tâm UVES/FLAMES. Tuy nhiên, không thể loại trừ khả năng pha trộn.
Một kịch bản pha trộn như một lời giải thích khác từ một phân tích kết hợp tất cả các đo đạc vận tốc xuyên tâm có sẵn với đường cong ánh sáng OGLE. OGLE-TR-10b có khối lượng 0,57 ± 0,12 MJup và bán kính 1,24 ± 0,09 RJup. Các tham số này gần giống với các tham số của hành tinh ngoài hệ mặt trời quá cảnh đầu tiên đã biết là HD 209458 b.
Lưu ý rằng các hành tinh có chu kỳ dài hơn trong lớp Sao Mộc nóng đều có khối lượng nhỏ (~ 0,7 MJup), trong khi tất cả các hành tinh chu kỳ ngắn hơn (nghĩa là Sao Mộc rất nóng) có khối lượng lớn gần gấp đôi. Xu hướng này có thể liên quan đến sự tồn tại của các hành tinh gần với các ngôi sao mẹ của chúng.